# 110 mètres haies aux Jeux olympiques d'été de 1976
Navigation
Munich 1972 Moscou 1980
L'épreuve du 110 mètres haies aux Jeux olympiques de 1976 s'est déroulée les 26 et 28 juillet 1976 au Stade olympique de Montréal, au Canada. Elle est remportée par le Français Guy Drut.

## Résultats

### Séries
- Les séries se déroulent le 26 juillet 1976

| Rang | Athlète               | Pays               | Temps |
| ---- | --------------------- | ------------------ | ----- |
| 1.   | Charles Foster        | États-Unis         | 13.68 |
| 2.   | Berwyn Price          | Royaume-Uni        | 13.82 |
| 3.   | Vyacheslav Kulebyakin | Union soviétique   | 13.99 |
| 4.   | Jean-Pierre Corval    | France             | 14.00 |
| 5.   | Frank Siebeck         | Allemagne de l'Est | 14.01 |
| 6.   | Gianni Ronconi        | Italie             | 14.10 |
| 7.   | Abdoulaye Sarr        | Sénégal            | 14.20 |
| 8.   | Conrad Mainwaring     | Antigua-et-Barbuda | 15.54 |

| Rang | Athlète               | Pays       | Temps |
| ---- | --------------------- | ---------- | ----- |
| 1.   | Willie Davenport      | États-Unis | 13.70 |
| 2.   | Alejandro Casañas     | Cuba       | 13.73 |
| 3.   | Guy Drut              | France     | 14.04 |
| 4.   | Arnaldo Bristol       | Porto Rico | 14.04 |
| 5.   | Ahmed Ishtiaq Mubarak | Malaisie   | 14.27 |
| 6.   | Stratos Vasileiou     | Grèce      | 14.33 |
| 7.   | José Cartas           | Mexique    | 14.56 |
| —    | Max Binnington        | Australie  | DNF   |

| Rang | Athlète             | Pays               | Temps |
| ---- | ------------------- | ------------------ | ----- |
| 1.   | Thomas Munkelt      | Allemagne de l'Est | 13.69 |
| 2.   | Viktor Myasnikov    | Union soviétique   | 13.81 |
| 3.   | Giuseppe Buttari    | Italie             | 13.88 |
| 4.   | Warren Parr         | Australie          | 14.02 |
| 5.   | James Owens         | États-Unis         | 14.03 |
| 6.   | Danny Smith         | Bahamas            | 14.13 |
| 7.   | Daniel Taillon      | Canada             | 14.23 |
| 8.   | Saleh Mubarak Faraj | Koweït             | 15.97 |

### Demi-finales
- Les demi-finales se déroulent 28 juillet 1976.

| Rang | Athlète            | Pays               | Temps |
| ---- | ------------------ | ------------------ | ----- |
| 1.   | Charles Foster     | États-Unis         | 13.45 |
| 2.   | Thomas Munkelt     | Allemagne de l'Est | 13.48 |
| 3.   | Viktor Myasnikov   | Union soviétique   | 13.70 |
| 4.   | James Owens        | États-Unis         | 13.76 |
| 5.   | Berwyn Price       | Royaume-Uni        | 13.78 |
| 6.   | Warren Parr        | Australie          | 13.88 |
| 7.   | Jean-Pierre Corval | France             | 13.97 |
| 8.   | Gianni Ronconi     | Italie             | 13.97 |

| Rang | Athlète               | Pays               | Temps |
| ---- | --------------------- | ------------------ | ----- |
| 1.   | Alejandro Casañas     | Cuba               | 13.34 |
| 2.   | Guy Drut              | France             | 13.49 |
| 3.   | Willie Davenport      | États-Unis         | 13.55 |
| 4.   | Vyacheslav Kulebyakin | Union soviétique   | 13.59 |
| 5.   | Frank Siebeck         | Allemagne de l'Est | 13.74 |
| 6.   | Arnaldo Bristol       | Porto Rico         | 13.98 |
| 7.   | Giuseppe Buttari      | Italie             | 14.06 |
| 8.   | Ahmed Ishtiaq Mubarak | Malaisie           | 14.21 |

### Finale
- La finale se déroule le 28 juillet 1976.

| Rang               | Athlète               | Pays               | Temps   |
| ------------------ | --------------------- | ------------------ | ------- |
| Médaille d'or      | Guy Drut              | France             | 13 s 30 |
| Médaille d'argent  | Alejandro Casañas     | Cuba               | 13 s 33 |
| Médaille de bronze | Willie Davenport      | États-Unis         | 13 s 38 |
| 4                  | Charles Foster        | États-Unis         | 13 s 41 |
| 5                  | Thomas Munkelt        | Allemagne de l'Est | 13 s 44 |
| 6                  | James Owens           | États-Unis         | 13 s 73 |
| 7                  | Vyacheslav Kulebyakin | Union soviétique   | 13 s 93 |
| 8                  | Viktor Myasnikov      | Union soviétique   | 13 s 94 |

## Légende
Records et Performances
- AR : Record continental (area record)
- CR : Record des championnats (championship record)
- MR : Record du meeting (meet record)
- NR : Record national (national record)
- OR : Record olympique (olympic record)
- PR : Record paralympique (paralympic record)
- PB : Record personnel (personal best)
- SB : Meilleure performance personnelle de la saison (season's best)
- WL : Meilleure performance mondiale de l'année (world leader)
- WJR : Record du monde junior (world junior record)
- WR : Record du monde (world record)

Circonstances et Conditions
- DNF : N'a pas terminé (did not finish)
- DNS : N'a pas pris le départ (did not start)
- DQ : Disqualification (disqualification)
- NM : Aucun essai valable enregistré (No Mark)
- Q : Qualifié « directement » au prochain tour (ou à la prochaine compétition), lors d'une compétition majeure, grâce au classement ou à la réalisation des minima (automatic qualifier)
- q : Qualifié au prochain tour (ou à la prochaine compétition), lors d'une compétition majeure, grâce au repêchage ou à la réalisation de l'une des meilleures performances parmi celles des « non qualifiés directement » (grâce au meilleur temps ou à la meilleure distance par exemple) (secondary qualifier)